# 온타케산

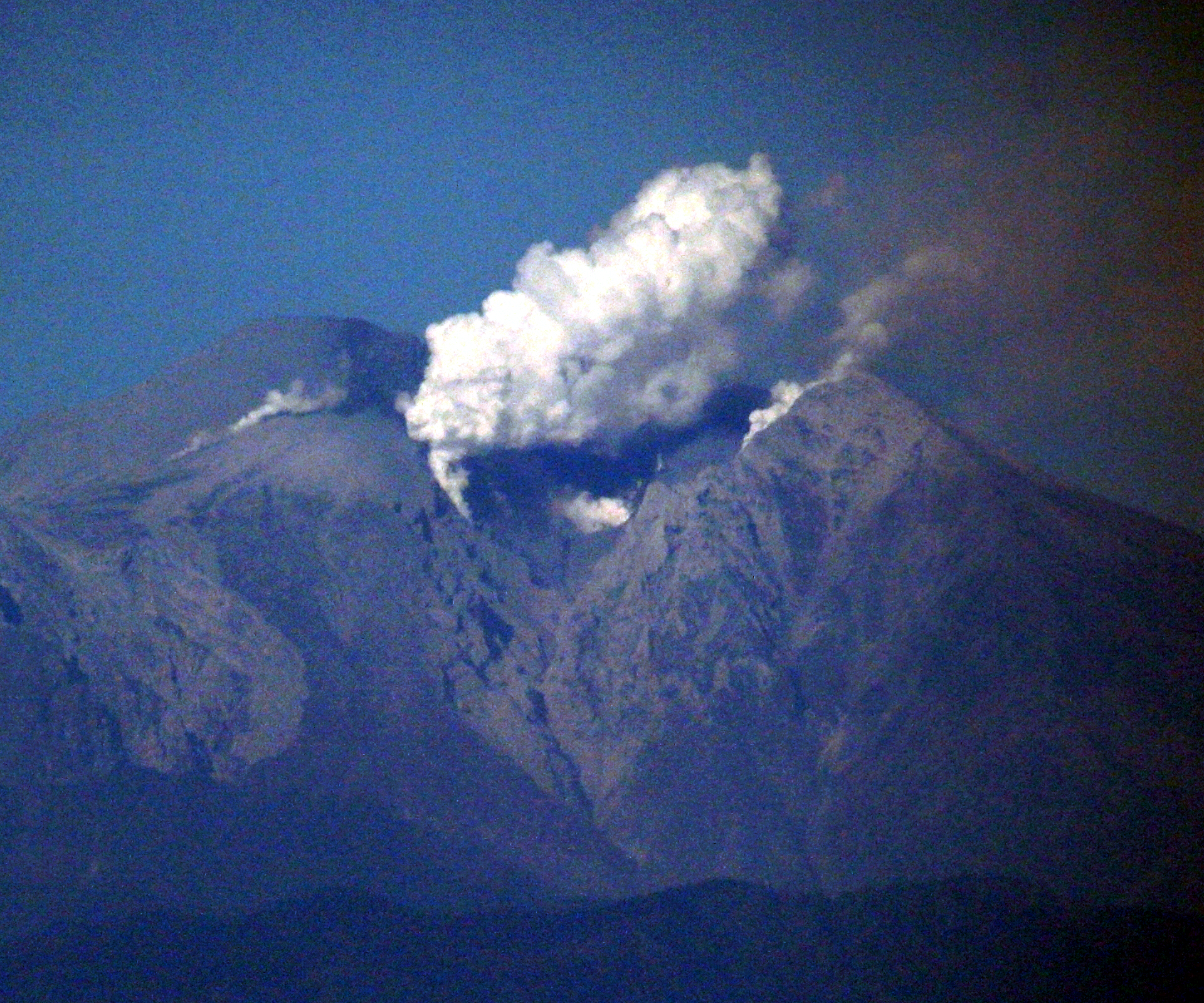
폭발 2일 후의 모습

온타케산(일본어: 御嶽山)은 일본 나가노현과 기후현에 걸쳐 있는 산이다. 해발 고도는 3,067m이다. 일본백명산 중 하나로, 현재도 활동하는 활화산으로 알려져 있다.

## 분화 역사
- 1979년부터 1980년 초까지 소규모 분화를 하였다.
- 2014년 9월 27일 오전 11시 53분부터 대규모 분화를 일으켰다. 아래 참조.

## 2014년 분화
2014년 9월 27일 오전 11시 53분에 갑자기 분화하기 시작했으며, 화쇄류 비슷한 현상이 발생하여 31명이 심정지 상태가 되었다. 화쇄류란 화산쇄설류(火山碎屑流)의 줄임말로 화산재, 암석, 수증기 등이 결합되어 분출되는 현상으로 분출되는 속도는 시속 700km에 달하며, 온도는 1,000도에 이른다. 또한 화산재와 증기 구름이 높이 5000m까지 솟아올랐다. 최근 심폐정지 상태인 31명 중 4명이 사망한 것으로 알려졌다. 계속 분출할 수 있다고 보고, 화산 활동을 관측 중이다. 분화 원인은 수증기 폭발인지 마그마 분출인지는 아직 밝혀지지 않았다.

## 같이 보기
- 일본백명산